# Marc Anthony
Marco Antonio Muñiz, més conegut pel seu nom artístic Marc Anthony, (Nova York, 16 de setembre de 1968) és un cantant estatunidenc d'ascendència porto-riquenya. L'estil de les seves cançons va des de la salsa, passant pel bolero, la balada i el pop. Va assolir fama internacional gràcies a Paul Simon, a qui considera el seu mestre i mentor, i qui el va triar entre milers de candidats per ser el protagonista de la seva obra "The Coconut".

## Biografia
El seu pare va ser guitarrista de boleros i el nom de Marc Anthony, va derivar d'un famós cantant de boleros admirat pel seu pare. Als 12 anys, va interpretar al costat de la seva germana el tema de Mickey Mouse, va ser descobert per un productor de música.
Marc, passava la major part del seu temps entre artistes joves immersos en art urbà, hip-hop. En aquesta època va començar a escriure alguns temes. Un d'ells va ser interpretat per la seva amiga Safire, per la qual a vegades, feia els seus cors. També feia els cors de discos en una banda anomenada els Latin Rascals, d'on va sortir el seu primer contracte com a cantant, de la mà de Little Louis Vega.
En els anys 90, Marc ja es trobava amb el seu primer èxit en les llistes Billboard, “Ride on the Rhyhtm”, tema de l'àlbum “The Night is Over”, va aconseguir el cim de les llistes Billboard el 1991, sota el segell de Atlantic Records. Poc va trigar a debutar als 19 anys, com a artista convidat de Danny Rivera en un concert en el Carnegie Hall. I ja el 1992, va debutar en un concert en honor de Tito Puente, Rei de la música llatina, en el Madison Square Garden de Nova York.
I va ser en aquest any, quan el productor discogràfic Ralph Mercado, va decidir gravar-li el seu primer àlbum de salsa. Després d'un període de preparació, Marc va debutar definitivament el 1993 amb l'enregistrament d'“Otra Nota”, que es va difondre per tot el món llatí ràpidament.
Motivat per l'estil de Juan Gabriel, malgrat escoltar normalment estils musicals com Rhythm & Blues i Rock, es va decantar també per cantar en espanyol, especialment Hasta que te conocí. A partir d'aquest moment, la revista Billboard ho va proclamar Artista Revelació de l'Any, la indústria llatina de l'espectacle li va atorgar el “Premi Nuestro”, va rebre de mans dels cronistes de Nova York el “Premi ACE”, a Puerto Rico va rebre el “Premi Diplo”. També va cantar a duo amb Índia popularitzant el tema “Vivir lo nuestro”, convertint-se en un èxit en totes les llistes.
En 1995 va llançar el seu disc “Todo a Su Tiempo”, superant tots els seus assoliments anteriors, arribant a ser Disc d'Or i considerat Millor Àlbum Tropical. El 1996 arran de les Olimpíades, va participar en el projecte “Veus Unides”, produït per Emilio Estefan i Lawrence Dermer, va compartir escenari amb figures tan importants com Plácido Domingo, Carlos Vives, Ricky Martin, Alejandro Fernández, Gloria Estefan, Alvaro Torres i Patricia Insulsa. Convertint en tema central dels jocs la cançó “Així com Sóc”.
En 1997 grava un nou disc, “Contra corrent” que va romandre durant més d'un any en els primers llocs de les llistes Billboard. Va ser amb aquesta producció amb la qual va aconseguir per primera vegada un Grammy en la categoria Tropical. També va participar en pel·lícules com a “Hackers”, “*Big *Night”, “The Substitude”, així com un duo amb Tina Arena del tema “I Want to Spend My Lifetime Loving You”, per a la pel·lícula “The Mask of Zorro”.
El 1998 va debutar com a protagonista a Broadway en el musical “The Capeman” original de Paul Simon. Al desembre del mateix any, va participar en l'homenatge a Rafael Hernández realitzat pel Banc Popular. El 1999 surt al mercat “Marc Anthony” donant un gir a la seva carrera expandint el seu repertori musical, al gènere de la belada pop i amb temes, tant en espanyol com en anglès. Va tornar a cantar en anglès i aparca el seu passat salsero amb l'àlbum "Marc Anthony". Els seus millors temes com "She's Been Good to Me" o "I Need to Know" agafa una mica de latinitat. "Desde un Principio" és un recopilatori que deixa clar els motius del seu guardonat status. Va ser Rei de l'anomenada "Salsa romàntica".
El 2001 va llançar “Libre” el seu quart treball en castellà. En principi s'anava a editar en forma de doble CD al costat de “Mended”, convertit en senzill arran dels successos de l'11 de Setembre. “Libre” amaga “Tragedia”, el seu primer disc, en un Bonus Track que no figura en els crèdits.
El 2002 presenta un nou àlbum en anglès “Mended”, amb dos temes en espanyol: el seu èxit “Tragedia” i el seu disc “Me haces falta” (“I Need You”). En aquest nou àlbum hi ha 13 temes. Marc Anthony va col·laborar en la producció amb Walter A. (Mariah Carey, Ricky Martin, etc.) i Corey Rooney (Celine Dion) qui va produir la major part. “Amar sin Mentiras”, va estar compost per 10 temes que van des de les balades romàntiques fins a la salsa i el pop. Va comptar amb la col·laboració de l'Orquestra Simfònica de Londres en alguns dels temes. L'àlbum té cançons com la balada “Ahora quién”, el seu primer disc, i dos temes a duo amb Jennifer López.

## Discografia

### Àlbums d'estudi
- When The Night Is Over 1991
- Otra nota 1993
- Todo a su tiempo 1995
- Contra la corriente 1997
- Marc Anthony 1999
- Mended 2002
- Amar sin mentiras 2004
- Valió la pena 2004
- El cantante 2007
- Iconos 2010
- Rain over me 2011

## Filmografia
- Carlito's Way (canta Parece mentira 1993)
- Natural Causes 1994 Guardia Marino
- Hackers, pirates informàtics (Hackers) 1995 Agent Ray
- Big Night (1996) Cristiano
- El substitut (The Substitute) (1996) Juan Lacas
- Runaway Bride 1999
- Bringing Out the Dead 1999
- In the Time of the Butterflies 2001
- Man on Fire 2004
- El cantante 2006
- Night Stalker 2007 Richard Ramírez

## Premis
| Any  | Premi  | Àlbum | Categoria                   | Ref   |
| ---- | ------ | ----- | --------------------------- | ----- |
| 2020 | Grammy | Opus  | Millor àlbum llatí tropical | [ 6 ] |